# Hans Körnig

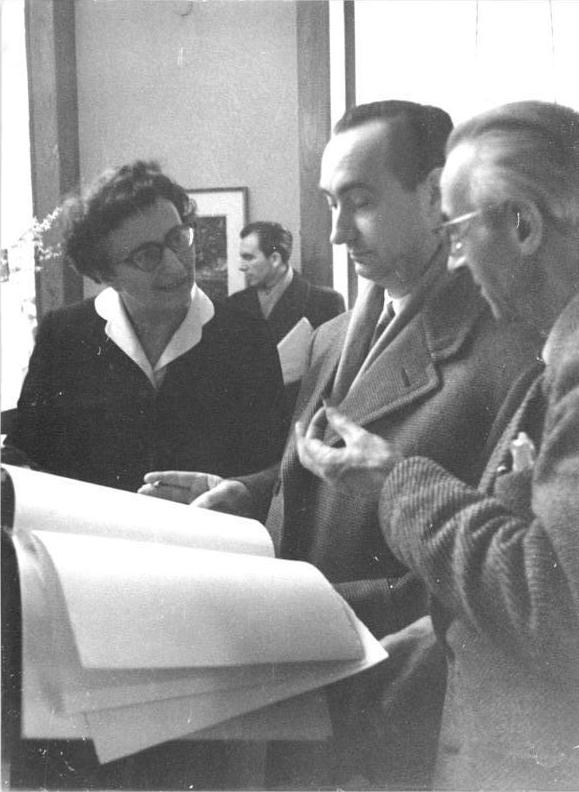
Eröffnung der 22. Kunstausstellung mit Ölgemälden, Zeichnungen und Aquatinten von Hans Körnig, Dresden, in der Deutschen Bücherstube, Berlin

Hans Körnig (* 22. Juni 1905 in Flöha; † 14. Oktober 1989 in Niederwinkling) war ein deutscher Maler und Grafiker, dessen Hauptwerk im Dresden der 1950er Jahre entstand und eng mit der Stadt verbunden ist. Als Grafiker widmete er sich bevorzugt der Technik der Aquatintaradierung. Sein Œuvre umfasst rund 1300 grafische Werke und 300 Ölbilder.

## Leben
Hans Körnig wuchs in Flöha auf, wo seine Eltern das Bahnhofshotel und -restaurant führten. Die Familie zog 1916 nach Dresden und Körnig begann dort 1919 eine Elektrikerlehre. In seiner freien Zeit zeichnete er und lernte Klavier spielen.
Von 1930 bis 1933 studierte Körnig an der Kunstakademie Dresden. Er war von 1930 bis 1932 Schüler von Richard Müller und Hermann Dittrich (1968–1946), von 1932 bis 1933 von Ferdinand Dorsch und Max Feldbauer. 1933 verließ Körnig die Kunstakademie aus stillem Protest gegen die Entlassung von Otto Dix.
Danach war Körnig als freier Künstler tätig. In der Zeit des Nationalsozialismus war er Mitglied der Reichskammer der bildenden Künste. Es ist für diesen Zeitraum jedoch nur eine Ausstellung belegt.
Er lernte die Pianistin Elise Schwabhäuser kennen, eine ehemalige Schülerin Liszts. Sie wurde in der folgenden Zeit seine Mäzenatin. 1935 und 1936 begleitete er sie auf mehrwöchigen Italienreisen, auf denen er Venedig, Florenz, Rom, Neapel, Mailand, den Gardasee und auch die Schweiz kennenlernte. 1937 folgten ein ausgedehnter Paris-Aufenthalt und ein kurzer Abstecher nach Südfrankreich. Unter dem Einfluss dieser Reisen wurde Körnigs Malstil freier, er schwelgte in wahren Farborgien, wie er später bekannte. Im Jahre 1940 wurde er zum Kriegsdienst eingezogen und kam an die Front in die Sowjetunion. Während eines Rückzugsgefechts 1945 erlitt er eine Verletzung am rechten Unterschenkel, der daraufhin amputiert werden musste. Im August 1945 kehrte er aus sowjetischer Kriegsgefangenschaft nach Dresden zurück.
1951 heiratete er Lisbeth Reichert verw. Thomas. Mit den beiden Töchtern Gisela und Ursula aus Lisbeth Körnigs erster Ehe und der ebenfalls 1951 geborenen Tochter Margarete ist Körnigs neue Familie ein häufiges Motiv seiner künstlerischen Produktionen.
Künstlerfreundschaften unterhielt Körnig u. a. mit Dix und dem Dresdner Drucker Roland Erhardt.
1953 begann Körnig sich mit der Technik der Aquatintaradierung zu beschäftigen. Bereits im ersten Jahr entstanden 66 Blätter, das gesamte Werk wird gegen Ende seines Lebens weit über 1000 Arbeiten betragen.
Da es für den Maler in Dresden keine Ausstellungsmöglichkeiten gab, organisierte er in Eigenregie eine Schau seiner Arbeiten im eigenen Atelier und dem angrenzenden Dachboden. Das Ereignis wurde als „Erste Dachboden-Ausstellung“ in der Stadt bekannt. Im Juni 1955 veranstaltete er anlässlich seines 50. Geburtstages eine zweite Dachboden-Ausstellung, zu deren Eröffnung neben den damals jungen Malern Peter Graf, Strawalde, Georg Baselitz und A. R. Penck auch Otto Dix erscheint.
In den 1950er Jahren wurde der damalige Außenminister der DDR, Dr. Lothar Bolz auf Körnigs Arbeiten aufmerksam. Bolz kaufte mehrere Aquatinten und Ölbilder an und vermittelte die Arbeiten Körnigs auch an andere Sammler in Berlin.
Wegen der Aquatintaradierung „Straße der Befreiung“ (= damaliger Name der Hauptstraße in Dresden-Neustadt), auf welcher dem Reiterstandbild Augusts des Starken Hammer und Sichel der sowjetischen Fahne unter die Hufe seines Pferdes geraten, wurde Körnig am 25. Juli 1958 aus dem Verband Bildender Künstler Deutschlands ausgeschlossen.
Im Juli 1961 unternahm Hans Körnig mit seiner Frau und Tochter Margarethe eine illegale Reise über West-Berlin und Düsseldorf nach Holland und Belgien. Auf dem Heimweg wurde er vom Mauerbau überrascht und entschloss sich, in Westdeutschland zu bleiben. Das in Dresden zurückgelassene künstlerische Werk wurde beschlagnahmt und blieb bis 1990 unzugänglich.
In Niederwinkling in Niederbayern konnte er schließlich ein kleines Haus so günstig mieten, dass er Wohnung und einen Arbeitsraum sowie eine alte Küche zum Ätzen der Kupferplatten zur Verfügung hatte. Es folgten die Jahre des Reisens. Mehrwöchige Aufenthalte in Österreich, Paris, Wien, London, Berlin, Spanien, Istanbul, Italien, um nur einige Ziele zu nennen, lieferten Anregungen und Stoff für die künstlerische Produktion des restlichen Jahres.
In den 1970er und 1980er Jahren wandte er sich dann verstärkt der Illustration zu. Es entstanden 15 zum Teil umfangreiche Zyklen zu Werken von Franz Kafka, Friedrich Dürrenmatt, James Joyce und anderen.

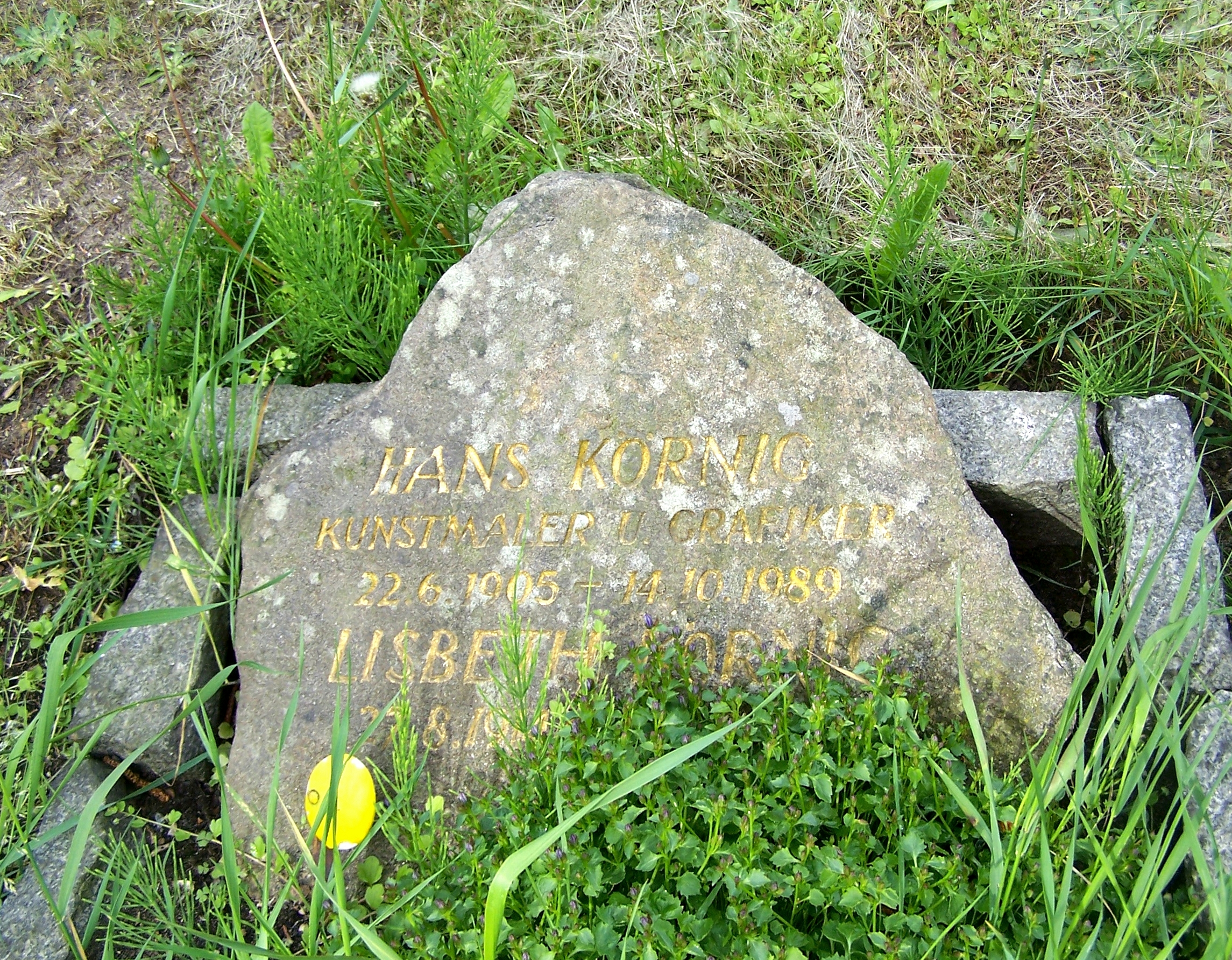
Grab von Körnig auf dem Inneren Neustädter Friedhof in Dresden

1988 erschien das Mappenwerk „Fastnachtsspuk im Wallgäßchen“, eine Sammlung von 14 Motiven seiner Aquatinten aus der Dresdner Zeit. Die Mappe wurde von der eikon-Graphikpresse durch den Verlag der Kunst in Dresden herausgegeben und war eine erste Würdigung Körnigs in seiner früheren Heimat. Arbeiten Körnigs befinden sich u. a. in der Kinder- und Jugendbuchabteilung der Staatsbibliothek zu Berlin.
Im Oktober 1989 schied Hans Körnig durch Freitod aus dem Leben. Seine Urne wurde im folgenden Jahr auf dem Inneren Neustädter Friedhof beigesetzt.

## Darstellung Körnigs in der bildenden Kunst
- Gustav Schmidt: Porträtkopf des Malers Hans Körnig (1951, Ton, gebrannt)[3]

## Malerei
Wie bei vielen Malern seiner und auch der vorhergehenden Generation führte der Weg Hans Körnigs zu seiner unverwechselbaren Handschrift zunächst über den Impressionismus. Den größten Teil seiner frühen Arbeiten hat Körnig durch Abkratzen und erneutes Übermalen selbst vernichtet, aber was davon erhalten blieb, zeigt sich als verheißungsvoller Anfang einer spannungsreichen Entwicklung.

„… vor dem Kriege war ich ein Barbouilleur, wie der Franzose sagt, das heißt ein Farbenkleckser und Schmierer, der seine größte Freude daran hatte, die Leinwand mit schillernden Farben zu bedecken und sich daran zu berauschen.“

urteilte Körnig selbst über sein Frühwerk. Der von ihm im Nachhinein kritisch betrachtete „Farbenrausch“ packte ihn nach dem Verlassen der Akademie auf seinen Reisen nach Italien, Frankreich und Paris. Dieter Hoffmann bezeichnete es treffend als impressiven Expressionismus, was Körnig Mitte bis Ende der 30er Jahre auf die Leinwand brachte. Der Einfluss Oskar Kokoschkas, zu dessen Schülern Körnig zwar nicht gehörte, aber dessen Wirken der angehende Kunststudent in Dresden hautnah erleben konnte, zeigt sich ganz deutlich in den Arbeiten „Selbst“ und „Blick zur Stadt“. Besonders in dem clownesken „Selbst“ erfährt Körnigs impressionistische Schulung durch den pastosen Farbauftrag eine Steigerung ins Expressive. Der 1936 entstandene „Sommer“, ein sinnliches und lebensfrohes Selbstporträt mit einem posierenden Aktmodell.
Die Entwicklung seiner eigenen Handschrift führte Körnig in die Nähe der kubistischen Porträts Pablo Picassos und dessen Arbeiten aus den 20er Jahren, die ihre Spuren vor allem in Körnigs Aktdarstellungen, wie den „Zwei weiblichen Akten“ von 1950/51 hinterließen.
Zu den ersten maßgeblichen Arbeiten, die nach der Zäsur des Krieges entstanden, gehören „Nackte Familie“ und „Im Park“, beide von 1949. In ihnen zeichnet sich bereits das zentrale Thema ab, mit dem sich Körnig immer wieder auseinandersetzen wird: der Familie, dem Porträt und dem menschlichen Körper. Die künstlerische Produktivität wird bei Körnig durch häusliche Impulse wie der Familiengründung nicht gehemmt, sondern im Gegenteil stimuliert – das Inventar seiner Bilder beruht auf dieser Konstante.
In den Wochen von November 1954 bis Januar 1955 entstehen in rascher Folge eine Reihe großformatiger Ölgemälde, darunter das Triptychon Nocturne – das Bad – Pomona.
Eine Konstante in Körnigs Bildern ist die Wiederholung der Staffage und der Requisiten. Speziell Maske und Gipsfuß am blauen Pfeiler seines Ateliers erinnern von fern an die surrealistisch anmutenden Stillleben des Italieners Giorgio de Chirico. Inmitten dieser Atelierdekoration platziert Körnig seine Modelle. Das sind nicht nur die Mitglieder der Familie, sondern auch Freunde und Bekannte. Einen wichtigen Platz nimmt auch in Körnigs Werk das kritische Selbstporträt ein, wie es im Dresdner Raum speziell von dem ein Jahr älteren Curt Querner gepflegt wurde.
Ironisch-kritische Untertöne durchziehen sein gesamtes Schaffen, treten jedoch in verschiedenen Werken besonders hervor. Das prächtige Kranzgebinde mit dem heroischen Spruchband „Ruhm und Ehre der Sowjetarmee“ wird von dem schielenden und grinsenden Totenschädel konterkariert. In „Der Ruhm“ und „Abendländische Elegie“ fragt der Melancholiker Körnig nach dem Sinn und Streben des menschlichen Lebens.
Hans Körnig hatte eine eher kulturpessimistische Weltsicht, wie das folgende Zitat aus dem Jahr 1961 zeigt:

„Nur setze ich gar keine Hoffnung auf die sogenannten „neuen Intelligenzler“. Unsre Zeit und die geistige Erziehung ist kunstfeindlich, man heuchelt nur das Gegenteil. Die musische Betrachtung unseres Volkes steht auf dem Aussterbeétat! Volk ohne eigenen Kunstwillen stirbt. Wir paar Außenseiter, die wir gewaltsam versuchen gegen diesen Giftstrom zu schwimmen, sind nur noch Rudimente der abendländischen Vergangenheit. Und das wissen Sie, lieber Herr Schilling, auch. Denn Sie sind auch Künstler und fühlen täglich, wie man Ihnen suggsessive das Wasser abgräbt!“

Der Nährboden seines gesamten künstlerischen Schaffens war Dresden und seine Familie. Seine Phantasien erwuchsen ihm aus einem vitalen Regionalismus, der nicht mit Provinzialität zu verwechseln ist. Nachdem er nicht wieder nach Dresden zurückkehren konnte, wandte er sich fast ausschließlich der Grafik zu.
„Ökonomische Zwänge können hervorragende Grafiker entstehen lassen.“ heißt es über Käthe Kollwitz. Körnig war bereits in Dresden ein hervorragender Grafiker. Die Zwänge seiner Zeit haben die weitere Entwicklung des Malers nicht ermöglicht.

## Aquatinta
Hans Körnig eignete sich die komplizierte Aquatintatechnik zu Beginn der 50er Jahre autodidaktisch an und ging auch bald dazu über, seine Platten selbst zu drucken. Das gesamte Œuvre beläuft sich auf ca. 1300 Arbeiten. Bis zu Körnigs Weggang aus Dresden entstanden knapp 300 Aquatinten.
Seine Motive findet er in jenen Jahren in den alltäglichen Begebenheiten seines Familienlebens, im Leben der „kleinen Leute“ im Stadtteil Pieschen, wo er mit seiner Familie lebt und der inneren Neustadt, wo er sein Atelier hat. Ihn faszinieren Friedhöfe, Bahnanlagen, Rummelplätze, das Thema Karneval ebenso wie das barocke Dresden.
Nostalgie und Tristesse, überbordende Fülle und Kleinteiligkeit wie klare, sparsame Linienführung charakterisieren seine Arbeiten gleichermaßen. Mit vielen dieser Motive setzt er sich gleichermaßen in seinen Zeichnungen und seiner Malerei auseinander.
In Bayern verarbeitet er vornehmlich die Eindrücke seiner Reisen, die er nun unternimmt. Es entstehen Zyklen zu Spanien, Italien, Paris, London, Istanbul und anderen Städte und Landschaften. In den siebziger Jahren, als die ausgedehnten Reisen aus Altersgründen immer mehr eingeschränkt werden müssen, rückt die Illustration immer mehr in den Mittelpunkt seines Interesses. Von Franz Kafka illustriert er unter anderem „Die Verwandlung“, „Das Schloss“ und „Das Urteil“. Weitere Zyklen entstanden zu E. T. A. Hoffmanns „Der goldene Topf“, dem Roman „Ulysses“ von James Joyce, sowie zu „Don Quijote“ von Miguel de Cervantes.
Über all die Jahre pflegt Körnig intensiv das Porträt. Vor allem die Mitglieder seiner Familie, seine Frau Lisbeth und seine Tochter Margarethe werden in allen möglichen Stimmungslagen und Zuständen skizziert. Nicht zuletzt nimmt er auch sein eigenes Altern und den damit verbundenen Verfall kritisch und ironisch unter die Lupe. Die letzten Arbeiten entstehen 1988. Aufgrund verminderter Sehfähigkeit wurde sein Strich zuletzt immer flüchtiger, verloren die Arbeiten der letzten Jahre zunehmend an Spannung und der zwingenden Magie des Schattens, welche der Aquatinta zu eigen ist.

## Werke (Auswahl)

### Tafelbilder (Auswahl)
- Familienbild (Öl auf Leinwand, 149,5 × 179,5 cm, 1936; Galerie Neue Meister Dresden)[5]
- Ruhende Frau (Öl auf Leinwand, 130,5 × 180,5 cm, 1953; Galerie Neue Meister Dresden)[6]
- Sommerabend (Öl auf Leinwand, 120,5 × 145,5 cm, 1953; Galerie Neue Meister Dresden)[7]
- Abend in der Wohnung (Öl auf Leinwand, 238,5 × 180 cm, 1956; Galerie Neue Meister Dresden)[8]
- Maskenball des Lebens (Öl auf Leinwand, 240 × 180 cm, 1960; Galerie Neue Meister Dresden)[9]

### Radierungen (Auswahl)
- Mein Töchterchen im Stuhl (33 × 33 cm, 1955)[10]
- Kunsthändler Kühl (50 × 34 cm, 1957)[11]
- Dresdner Vogelwiese (40 × 33 cm, 1957)[12]
- Beim Schuster (40 × 33 cm, 1958)[13]
- Bei Frau Müller (50 × 40 cm, 1958)[14]
- Der Eremit / Selbstporträt (1958, 1958)[15]

## Ausstellungen
- 1951: Kunstausstellung Kühl, Dresden
- 1953: Berlin, Pergamon-Museum („Junge Grafik“)
- 1954: Galerie Henning, Halle/Saale
- 1954 und 1955: 1. und 2. Dachboden-Ausstellung, Dresden
- 1955: Kunstverein, Mannheim
- 1956: Lindenau-Museum, Altenburg
- 1956: Staatliche Museen, Altes Museum, Kupferstichkabinett und Sammlung der Zeichnungen, Berlin/Ost
- 1957: Staatliche Galerie, Dessau
- 1957: Staatliche Galerie Moritzburg, Halle/Saale
- 1957: Badischer Kunstverein, Karlsruhe
- 1958: Deutsche Bücherstube, Berlin/Ost
- 1958: Kunstausstellung Kühl, Dresden
- 1959: Kunstausstellung Kühl, Dresden
- 1963: Kunstverein, Braunschweig
- 1963: Galerie May, Düsseldorf
- 1966: Städtische Galerie Schloss Oberhausen, Oberhausen (mit Albert Heinzinger)
- 1967: Schloss, Kellergalerie, Darmstadt
- 1967: Kunstverein, Mannheim
- 1968: Kunstausstellung Christoph Kühl, Hannover
- 1968: Städtisches Museum, Emden
- 1969: Rathaus, Kulturamt Tempelhof, Berlin/Ost
- 1969: Galerie Fischinger, Stuttgart
- 1970: Die Galerie, München
- 1970: Haus Dornbusch, Frankfurt
- 1971: Stadtbücherei, Remscheid
- 1972: Brückengalerie, Traben-Trarbach
- 1972: Kulturamt, Esslingen
- 1973: Katholische Akademie, Trier
- 1973: Kulturamt, Bad Neuenahr/Ahrweiler
- 1973: Städtische Wessenberg-Gemäldegalerie, Konstanz
- 1976: Bücherstube am Theater, Bonn
- 1978: Hans Thoma-Gesellschaft, Studio-Galerie, Reutlingen
- 1978: Galerie Herrmann, Drachselsried/Bayer. Wald
- 1980: Städtisches Gustav-Lübcke-Museum, Hamm
- 1980: Hans Thoma-Gesellschaft, Spendhaus, Reutlingen
- 1980: Ostdeutsche Galerie, Regensburg
- 1981: Galerie Döbele, Ravensburg
- 1984: Städtische Galerie, Albstadt
- 1985: Galerie Gisela Piro, Frankfurt
- 1985: Ostdeutsche Galerie, Regensburg
- 1987: Museum der Stadt Ettlingen – Schloß, Ettlingen
- 1988: Galerie Döbele, Ravensburg

### Postum
- 1992: Stadtmuseum Dresden, Dresden
- 1993: Otto-Dix-Haus, Hemmenhofen
- 1995: Galerie Finckenstein, Dresden
- 2005: Stadtmuseum Dresden
- 2005: Stadtgalerie im Stadtmuseum Deggendorf, Deggendorf
- 2005: Villa Eschebach, Dresden
- 2006: Kunstsammlung Gera-Otto-Dix-Haus, Gera
- 2006: Kunstsammlung Ostbayern im Spital Hengersberg, Hengersberg
- 2011: Begräbnis der Vergangenheit (mit Katalog zur Ausstellung, Dresden, Mai 2011, Museum Körnigreich, Hrsg.: Anke Rödel. Beiträge: Ursula Haun, Anke Rödel)

### Ausstellungsbeteiligungen
- 1934: Dresden, Brühlsche Terrasse („Sächsische Kunstausstellung“)
- 1945/1946: Dresden, Kunstakademie („Freie Künstler. Ausstellung Nr. 1“)
- 1953: Berlin, Pergamon-Museum („Junge Grafik“)
- 1954: Städtische Kunsthalle, Düsseldorf
- 1954: Kunstausstellung Kühl, Dresden
- 1955: Deutscher Künstlerbund im Haus des Kunstvereins, Hannover
- 1956: Staatliche Museen zu Berlin, Kupferstichkabinett im Pergamonmuseum, Berlin (Ost)
- 1956: Stadt- und Bergbaumuseum, Freiberg/Sachsen
- 1956: Staatliche Museen auf der Heidecksburg, Rudolstadt
- 1956: Museum für Geschichte, Leipzig
- 1956: Haus der Heimat, Freital
- 1956: Ausstellung christlicher Künstler, Weimar
- 1958: Große Berliner Kunstausstellung des Berufsverbandes Bildender Künstler am Funkturm, Berlin (West)
- 1959: Kunstpalast, Düsseldorf
- 1959: Kunstverein, Mannheim
- 1960: Kunstpalast, Düsseldorf
- 1962: Kunstpalast, Düsseldorf
- 1962: Haus der Kunst, München
- 1963: Kunstpalast, Düsseldorf
- 1963: Haus der Kunst, München
- 1964: Hans-Thoma-Gesellschaft, Reutlingen
- 1964: Haus der Kunst, München
- 1964: Kurpfälzisches Museum, Heidelberg
- 1968: Rheinisches Landesmuseum, Bonn
- 1974: Bonner Kunstverein, Bonn
- 1974: Bücherstube am Theater, Bonn
- 1978: Städtische Galerie, Albstadt
- 1979: Städtische Galerie, Albstadt
- 1980: Städtische Galerie, Albstadt
- 1980: Hans Thoma-Gesellschaft, Studio-Galerie, Reutlingen
- 1981: Hans Thoma-Gesellschaft, Studio-Galerie, Reutlingen
- 1981: Städtische Galerie, Albstadt
- 1982: Städtische Galerie, Albstadt
- 1982: Hans Thoma-Gesellschaft, Studio-Galerie, Reutlingen
- 1983: Hans Thoma-Gesellschaft, Studio-Galerie, Reutlingen
- 1983: Museen zu Berlin, Nationalgalerie, Kupferstichkabinett und Sammlung der Zeichnungen, Berlin (Ost)
- 1983: Galerie Döbele, Ravensburg
- 1983: Städtische Galerie, Albstadt
- 1984: Kunsthaus, Bonn
- 1986: Kommunale Galerie im Leinwandhaus, Frankfurt
- 1988: Kupferstich-Kabinett, Dresden
- 1990: Staatliche Kunstsammlungen Dresden, Albertinum, Dresden
- 1994: Deutsches Hygienemuseum, Dresden
- 1995: Staatliche Kunstsammlungen Dresden, Albertinum, Dresden
- 1996: Stadtmuseum Dresden, Dresden[16]
- 2019/20: Kunstmuseum Albstadt

## Museum

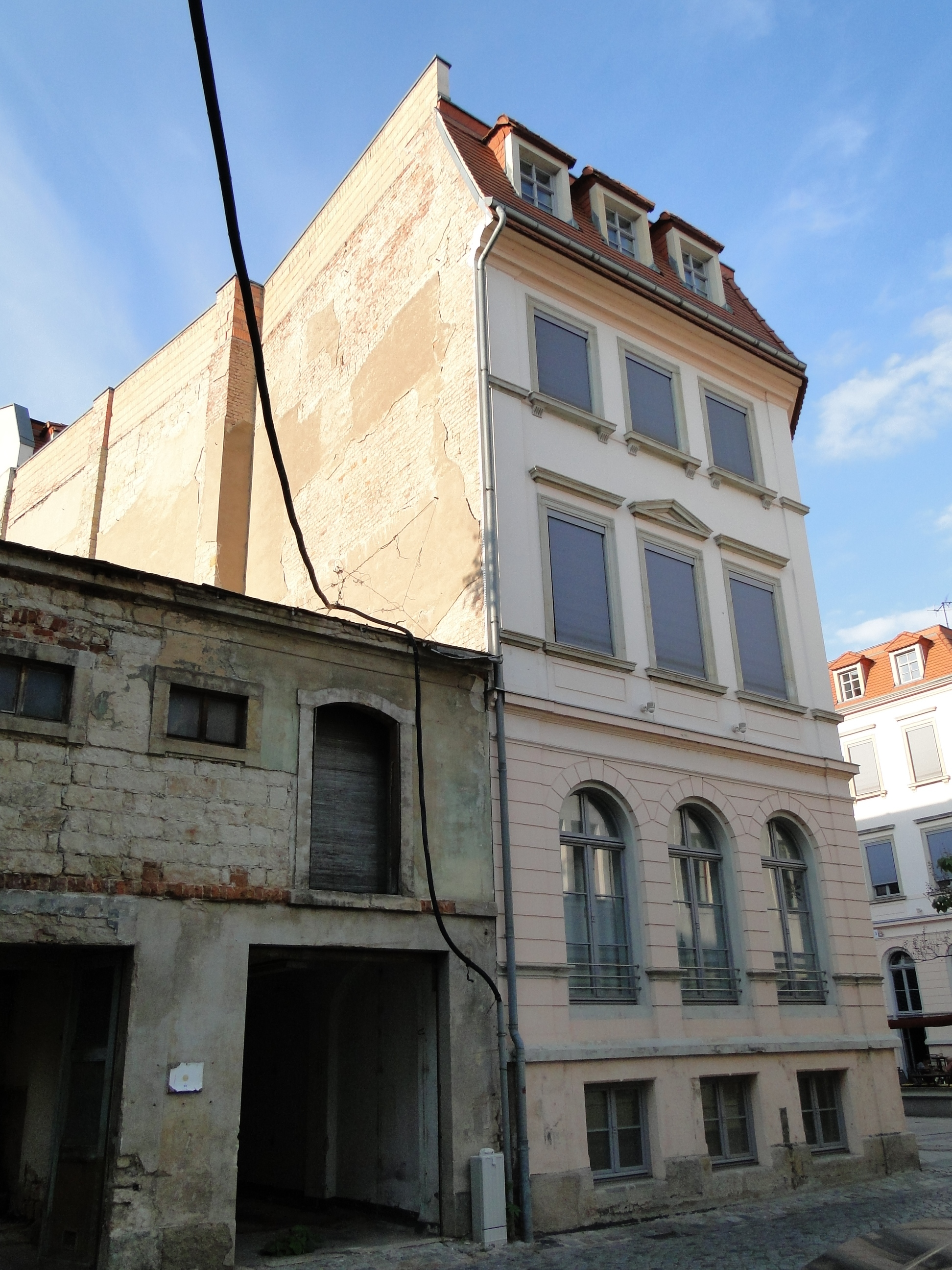
In diesem Barockviertel-Gebäude Wallgäßchen 2 befindet sich das Museum

Dem Maler und Grafiker Hans Körnig ist in Dresden ein eigenes Museum „Hans Körnig Museum“ (vormals Museum Körnigreich) gewidmet. In der ständigen Ausstellung wird eine Auswahl von Ölgemälden und Aquatinten gezeigt. Seit Mai 2011 zeigt die Ausstellung „Begräbnis zur Vergangenheit“ erstmals Werke aus seiner Schaffensperiode in den 1950er- und 60er-Jahren. Hans Körnig gehörte zu den Ersten, die sich künstlerisch mit dem Bau der Berliner Mauer beschäftigten, so entstand u. a. sein 33-teiliger Zyklus zu Westberlin.